# هربرت براون (بازیکن فوتبال)
هربرت براون (انگلیسی: Herbert Brown؛ زادهٔ) بازیکن فوتبال اهل بریتانیا است.
از باشگاه‌هایی که در آن بازی کرده‌است می‌توان به باشگاه فوتبال دارلینگتون اشاره کرد.